# 307 a.C.

## Eventos
- Continua a Segunda Guerra Samnita.
- Ápio Cláudio Cego e Lúcio Volúmnio Flama Violente, cônsules romanos. Flama foi o primeiro homem novo a chegar ao consulado em Roma.